# WS-1 (РСЗО)
Вейши-1, WS-1 (кит. трад. 衛士一號, упр. 卫士一号, пиньинь Wèishì yī hào, палл. Вэйши и хао, буквально «Страж-1») — китайская реактивная система залпового огня калибра 302 мм. Разработана корпорацией «Сычуань аэроспейс индастриз» SCAIC, штаб-квартира которой расположена в Чэнду провинции Сычуань. Разработка системы началась в 1980 году, испытания первой модификации начались через десять лет. В оригинальном виде на вооружение не принималась и на экспорт не поставлялась. Лицензионно производится в Турции (РСЗО «Касырга» и «Ягуар» на шасси полноприводного 10-тонного грузовика «МАН-26.372»). По состоянию на 2013 год Таиланд готовил к серийному производству свою лицензионную модификацию WS-1B на шасси «Вольво-ФМ12/420» под обозначением DTi-1. Неуправляемые ракеты РСЗО WS-1 и WS-1B (увеличенной дальности), производимые в Сирии, известны как «Хайбар-1», «R160» (в связи с заявленной максимальной дальностью в 160 км) и «M302» (по калибру) и использовались для обстрелов Израиля палестинскими боевиками. WS-1E — родственная система калибром 122-мм.

## Характеристики
- Калибр: 302 мм
- Длина ракеты: 4,7 м
- Вес ракеты 524 кг
- Боевая часть: 150 кг
- Дальность стрельбы:
  - WS-1 40-100 км
  - WS-1B 60-180 км
- Скорость
  - WS-1 4,2 Маха
  - WS-1B 5,2 Маха
- Количество направляющих 4
- Точность (КВО):
- WS-1 1 %
- WS-1B 1-1,25 %

## На вооружении
- Китай
- Судан — более одной единицы WS-1, по состоянию на 2016 год[3]
- Турция — более 50 TR-300 Kasirga, по состоянию на 2016 год[4]